# Океан у кінці вулиці
«Океан у кінці вулиці» (англ. The Ocean at the End of the Lane) — роман Ніла Ґеймана 2013 року. Твір розповідає про те, як неназваний оповідач повертається у своє рідне містечко, щоб відвідати похорони близької людини, але неочікувано починає згадувати про страхітливі події, що трапилися з ним сорок років тому, коли йому було всього сім років. Серед найважливіших порушених в романі тем: пошуки самоідентифікації та «відокремленість між дитинством та дорослим життям». 2013 року твір приніс автору Британську книжкову премію, а 2014 — премію «Локус» за найкращий фентезійний роман.
Ніл Гейман так описав свою нову книгу:
|  | «Океан у кінці вулиці» — роман про дитинство та пам'ять. Історія про магію, силу розповідей і про те, як ми дивимося у вічі пітьмі, що знаходиться всередині нас. Також про страх, любов, смерть та сім'ю. Однак, фундаментально, я сподіваюся, що за своєю суттю це роман про виживання.Оригінальний текст (англ.) “The Ocean at the End of the Lane is a novel of childhood and memory. It’s a story of magic, about the power of stories and how we face the darkness inside each of us. It’s about fear, and love, and death, and families. But, fundamentally, I hope, at its heart, it’s a novel about survival. |

## Ідея
Гейман написав «Океан у кінці вулиці» для своєї дружини Аманди Палмер, яка хотіла довідатися більше про дитинство свого чоловіка. Так, 2011 року Гейман розпочав роботу над оповіданням про свій дитячий будинок у Сассексі, але несподівано для себе написав ще один роман, який першопочатково мав назву «Океан Летті Гемпсток» . Пишучи «Океан…» Гейман намагався щонайбільше помістити у розповідь речей, що б сподобались Палмер, яка «насправді не дуже любить фентезі». В одному зі своїх інтерв'ю письменник розповів про жіночих персонажів книги:
|  | Сім'ю Гемстоків я вигадав дуже давно. За весь цей час її члени навчились тим чи іншим способом проникати до моїх книг. Саме тому ви вже могли зустрічатись з Лізою Гемпсток у романі «Книга кладовища» та з Дейзі Гемпсток у романі «Зоряний пил». Тепер я нарешті знайшов можливість вивести усю сім'ю на авансцену. Вони супроводжували мене з тих пір, коли я був ще дитиною, тобто не саме вони, а ідея сімейства, стародавнього, як світ, яке живе віки в тому самому будинку. |

Окремі події, зображені у книзі, фактично беруть свій початок з дитинства письменника. Зокрема, епізод з викраденням машини в романі відзеркалює подію, що трапилася в дитинстві Геймана, коли злодій викрав машину його батька, а потім наклав на себе руки всередині автівки.
За словами Геймана роман «Океан наприкінці дороги» — третя частина трилогії, до якої письменник також зараховує графічні романи «Рипучі футляри» та «Містер Панч».

## Синопсис
Неназваний оповідач повертається у своє рідне містечко, щоб відвідати похорони близької людини. Перед тим, він, однак, вирішує навідатись на ферму Гемпстоків, що знаходиться наприкінці вузької дороги. В часи його дитинства там мешкали одинадцятирічна дівчинка Летті Гемпсток, її мати Джінні Гемпсток та її бабуся Стара місіс Гемпсток. Зайшовши в будинок, оповідач починає відтворювати в пам'яті страхітливі події, надприродні створіння та інші жахливі речі, що трапились з ним сорок років тому, коли йому було всього лише сім років. Для хлопчика, який потрапив у неймовірну небезпеку, єдиною надією на порятунок стає дівчинка Летті, яка стверджувала, що ставок позаду їхнього будинку насправді є океаном. «Цілком ймовірно це правда. Зрештою, її бабуся пам'ятає, як стався Великий вибух».

## Сюжет
На початку книги головний герой повертається у своє рідне містечко на похорони близької йому людини. Він проїжджає повз будинок, де зростав разом із сестрою, а також починає згадувати дівчинку на ім'я Летті Гемпсток, яка, зокрема, стверджувала, що ставок позаду її будинку є океаном. Навідавшись до будинку, де дівчина жила з мамою та бабусею, оповідач зустрічає місіс Джінні Гемпсток та починає згадувати події, що трапились з ним у семирічному віці.
Основна розповідь починається з того, як оповідач згадує, як добувач опалів, який винаймав у них кімнату, викрав машину його батька і наклав на себе руки всередині автівки через те, що програв гроші свого друга. Його смерть впускає до нашого світу надприродну істоту, яка залишає людям монетки у цілком неочікуваних місцях.
Одного разу хлопчик прокидається від задухи: монетка застрягла у нього в горлі. Оповідач шукає допомоги у дівчинки на ім'я Летті, яка живе наприкінці дороги. Дівчина погоджується допомогти, а невдовзі вони вже вирушають на пошуки і знешкодження злого духа, який робить людям такі капості. Вона наказує хлопцеві не відпускати її руки, але, злякавшись, він забуває про цю настанову. Неочікувано в його ногу раптом щось впивається. Повернувшись додому, хлопець витягає зі стопи щось схоже на хробака, але якась його частина й далі залишається всередині.
Наступного дня мама повідомляє, що знайшла нову роботу і тепер за хлопцем і його сестрою доглядатиме молода жінка на ім'я Урсула Монктон. Оповідачеві вона відразу ж не припадає до душі, а згодом до нього взагалі приходить усвідомлення, що його нова доглядачка насправді не та, за кого себе видає, а є тим самим хробаком, що його хлопець витягнув зі своєї ноги. Вона використала хлопця, щоб потрапити до їхнього світу, а тепер оселилась у його будинку. Урсула швидко втирається в довіру до сім'ї, завойовує прихильність сестри та спокушає батька. Водночас хлопець починає віддалятись від родини, зокрема, юнак ледь не гине, коли батько намагається втопити його у ванні на очах Урсули.
Уникаючи Урсули, оповідач мало не весь час проводить, зачинившись у своїй кімнаті. Однієї ночі хлопцеві вдається втекти і дістатись до ферми Гемпстоків, де йому допомагають та лікують червоточину, яку залишила Урсула. Летті та оповідач переконують Урсулу повернутися туди, звідки вона прийшла, але та відмовляється покинути їхній світ. Вона вважає, що у цьому світі ніщо не може їй зашкодити, але занепокоюється, коли неочікувано нападають «голодні птахи», які виконують функцію чистильників. На цьому птахи, однак, не зупиняються, а також хочуть з'їсти хлопчикове серце, позаяк там знаходиться частинка Урсули. Гемстоки рятують хлопця і приводять до свого будинку через океан, який Летті приносить до нього у відрі.
Сім'я Гемпстоків обіцяє хлопцеві, що він буде у безпеці. Однак, коли голодні птахи починають поглинати його світ, оповідач не витримує та вирішує пожертвувати собою, але між ним і птахами стає Летті. Стара місіс Гемпсток погрожує їм цілковитим знищенням, якщо вони не підуть. Птахи підкоряються, але Летті після їхнього нападу залишилась на межі між життям і смертю. Гемпстоки занурюють її тіло в ставок-океан, що знаходиться позаду їхнього будинку, де вона відпочиватиме доти, поки не буде знову готова повернутися у наш світ. Далі після цих подій пам'ять оповідача стирається. Він не пам'ятає, що насправді сталося з Летті, а думає, що дівчина поїхала до Австралії.
Розповідь знову повертається у теперішнє. Оповідач перестає згадувати. Він шокований, коли місіс Гемсток каже, що він вже не вперше приїжджає до них. Він навідувався вже щонайменше двічі. Простежується натяк, що голодні птахи все-таки з'їли його серце, але Летті принесла себе в жертву та врятувала його. З того часу його серце потрохи почало відновлюватись. Кожен його візит на ферму відбувається тоді, коли Летті хоче перевірити, як у нього справи. Потім оповідач знову забуває всі події і просить передати вітання Летті, коли та подзвонить з Австралії.

## Персонажі

### Сім'я
- Оповідач/ хлопець — головний персонаж, неназваний семирічній хлопець, який любить читати. Не має інших друзів, окрім Летті Гемпсток.
- Сестра — сестра протагоніста, молодша від нього на декілька років. Вона просто в захваті від Урсули Монктон і хоче бути схожою на неї, коли виросте. Грає на піаніно та любить дивитись телевізор.
- Батько — тато головного героя та його сестри. Ледь не вбиває власного сина, після того як Урсула підбурює та спокушає його.
- Мати — мама головного героя та його сестри. Працьовита жінка, яка мало часу проводить вдома. Отримавши посаду окуліста в «Оптика Діксона», наймає Урсулу, аби та доглядала за її дітьми.

### Гемпстоки
- Летті Гемпсток — одинадцятирічна дівчина, яка живе на фермі наприкінці дороги. Подруга оповідача. Стверджує, що ставок позаду їхнього будинку насправді є океаном.
- Стара місіс Гемпсток — бабуся Летті; пам'ятає, як стався Великий вибух.
- Джінні Гемпсток — мати Летті, дочка старої місіс Гемпсток.

### Істоти
- Урсула Монктон —  паразит у людській подобі. Належить до істот, яких називають «блохами». Приймає подобу молодої жіночки і стає доглядачкою оповідача та його сестри.
- Голодні птахи (чистильники) — доісторичні стерв'ятники, головне завдання яких полягає в тому, щоб знищити будь-які сліди, залишені «блохами».

## Сприйняття

### Публікації
Роман «Океан у кінці вулиці» побачив світ 19 червня 2013 року у видавництвах «William Morrow Books» (США) та «Headline Review» (Велика Британія. Одночасно з друкованим виданням вийшла однойменна аудіокнига від «HarperAudio». Існує також пронумероване лімітоване видання у 2,000 примірників з підписом автора. Видання має розкішну колекційну обкладинку, кольорові ілюстрації Дейва МакКіна, чотириколірний футляр відштампований та обрамлений шовком, розкішні форзаци та текст надруковані на цупкому матовому папері.
5 листопада 2019 року вийшло ілюстроване видання роману, що містило малюнки австралійської художниці Еліз Герст.

### Критика
Загалом книга отримала позитивну оцінку професійних критиків. Зокрема, роман «Океан у кінці вулиці» отримав схвальний відгук від газети «Нью-Йорк Таймз», яка запевнила, що книга приверне увагу різних вікових груп. Газета «США сьогодні» відмітила те, що книга тематично схожа з романом «Кораліна» (2002) та фільмом «Дзеркальна маска» (2005), у яких антагоністи знаходиться «набагато ближче, аніж ми могли б подумати», що у свою чергу «робить його чудовиськ більш зловісними, позаяк жінка на кшталт Урсули може знаходитися на нижньому поверсі нашого будинку». Згідно з сайтом-агрегатом http://idreambooks.com, станом на 2017 рік книга має 79 % позитивних відгуків від критиків.

### Адаптація
У лютому 2013 року права на екранізацію книги здобула кінокомпанія «Focus Features» Стрічка перебуває у процесі розробки. Продюсером майбутнього фільму має стати Том Генкс, а режисером — Джо Райт.
Наприкінці 2019 року стало відомо, що Саймон Пегг планує створення однойменного телесеріалу. 
Американський кінорежисер Генрі Селік назвав роман «Океан у кінці дороги» найкращою книгою Геймана та здійснив спробу анімаційної адаптації твору, написавши сценарій на 50 сторінок. За його словами, одного дня він сподівається втілити цей проєкт у життя.
Також у грудні 2019 року відбулася прем'єра однойменної театральної адаптації на сцені Театру Дорфман, що входить до Королівського національного театру. Сценаристом став Джоель Горвуд, а режисером — Кеті Радд. Музичний супровід до вистави написав Джерек Бішоп, який також співпрацює з Амандою Палмер, колишньою дружиною Геймана. З 11 жовтня по 25 листопада 2023 року п'єсу також ставили на сцені театру Ноела Коварда.

## Нагороди
- 2013 — список бестселерів за версією «Нью-Йорк Таймз», #1 Фантастика у твердій палітурці;[21]
- 2013 — Британська книжкова премія у категорії «Книга року»;[22]
- 2013 — найкращі книги 2013 (100 назв) за версією «Кіркус Рев'ю»;[23]
- 2013 — номінація на премію «Неб'юла» за найкращий роман;[24]
- 2013 — премія «Вибір Гудрідс» у категорії «Фентезі»;
- 2014 —  премія «Локус» за найкращий фентезійний роман;
- 2014 — номінація на Всесвітню премію фентезі.[25]

## Переклади українською
Українською роман вперше вийшов у березні 2019 року у видавництві KM Books.
- Ніл Ґейман. Океан у кінці вулиці. Переклад з англійської: Олесь Петік. Київ: KM Books. 2019. 256 стор. ISBN 978-966-948-207-5